# Богоявленский монастырь (Мстёра)
Мстёрский Богоявле́нский монасты́рь — мужской монастырь Муромской епархии Русской православной церкви, расположенный в посёлке городского типа Мстёра.

## История
Первое упоминание о мужском монастыре в слободе Мстёра относится к 1628—1629 годам. Монастырь располагался в вотчине князей Ромодановских. Рядом с ним в XVII веке находился Ивановский женский монастырь с церковями Иоанна Милостивого и Филиппа Митрополита.
В 1683 году монастырская деревянная Богоявленская церковь пришла в ветхость, и князья Фёдор, Андрей и Михаил Ромодановские с разрешения Илариона, митрополита Суздальского, выстроили пятиглавый каменный храм Богоявления, который был освящён в 1687—1688 годах. Здесь же была устроена усыпальница князей Ромодановских.
Другая церковь монастыря — Владимирская — впервые упомянута в 1734 году. Первое упоминание о колокольне — 1710 год; на ней было пять колоколов и боевые часы.
7 июня 1869 года при Владимирской церкви заложен придел Александра Невского. В октябре 1873 года на колокольне ураганом повредило шпиль, что послужило началом капитального ремонта строения; оно было полностью перестроено.
В начале 1930-х годов после закрытия монастыря здесь расположился музей живописи, церковной и фольклорной старины. В 1953—1973 годах Богоявленский храм использовался как склад.
24 сентября 1999 года по благословению архиепископа Владимирского и Суздальского Евлогия Богоявленский мужской монастырь был возрождён. Сформировалась община из четырёх человек. Настоятелем был назначен игумен Илья (Иванов), потом его сменил иеромонах Сергий (Титов). В сентябре 2007 года вместо переведённого в Зосимову пустынь иеромонаха Сергия (Титова) настоятелем обители назначен иеромонах Авраамий (Лукиянчук), возведённый в 2008 году в сан игумена.